# Leite de Rosas
Leite de Rosas é um cosmético em produção no Brasil desde a década de 1920.

## História
Em 1929, o seringalista Francisco Olympio de Oliveira foi um cearense radical em Manaus, Amazonas que idealizou uma inspirada fórmula cosmética em pleno ciclo da borracha, quando Manaus atingiu seu ápice e chegou a ser chamada de “Paris dos Trópicos”. Entra no ramo da borracha e já percebe, no coração daquela sociedade cada vez mais sofisticada, a importância da cosmética e das fórmulas de higiene e beleza.
Mudou-se para o Rio de Janeiro e, aos 52 anos de idade, decidiu por em prática na elaboração de um cosmético feminino. Um amigo farmacêutico ajuda-o no desenvolvimento de uma fórmula, que foi batizada como Leite de Rosas. Em sua própria casa, no bairro de Laranjeiras, Zona Sul da cidade, Francisco e a esposa produzem e envasam as primeiras unidades do novo produto. Para não incomodar a vizinhança, ele fecha as caixas de madeira usadas para despachar a mercadoria, martelando-as somente na hora em que o bonde passava. O primeiro registro, idealizado em Manaus é datado de 1929, confere à empresa F. O. de Oliveira o direito de produzir e comercializar o Leite de Rosas.
Cinco anos mais tarde, a família muda-se para o Jardim Botânico e instala a empresa na garagem da casa, contratando então seu primeiro funcionário. Francisco Olympio passa a divulgar o Leite de Rosas, colando cartazes de propaganda nos postes das ruas do Rio de Janeiro durante as madrugadas, apesar da proibição existente; usa o rádio - um poderoso meio de comunicação que acabara de surgir - para anunciar o produto, patrocinando astros como Orlando Silva e Elza Marzulo. Também anuncia o produto nas revistas mais famosas da época, como Fon-Fon, Jornal das Moças e O Cruzeiro. Sua primeira garota propaganda foi Maria Olenewa, primeira bailarina do Teatro Municipal do Rio de Janeiro.
Na vanguarda do seu tempo, o Leite de Rosas foi o primeiro anunciante a mostrar moças de biquíni em suas peças de publicidade. Como patrocinador de grandes eventos que marcaram época, patrocinou a vinda da orquestra de Tommy Dorsey ao Brasil. Introduziu o conceito de grandes promoções com consumidores no país, com "Escreva uma carta para Judy Garland", promoção que teve enorme repercussão. Com o slogan "O preparado que dá it", a marca Leite de Rosas se solidifica. A propaganda estabelece a ligação entre Leite de Rosas e as musas da época: até Carmem Miranda e sua irmã, Aurora, passam a serem garotas-propaganda do produto. É o primeiro produto a usar anúncios coloridos e a ter homens como protagonistas de suas peças publicitárias. Inicialmente concebido como produto para a limpeza da pele, passa a ser utilizado também como removedor de maquiagem, desodorante para as axilas e loção pós-barba.
Na década de 1940, é construída a fábrica de São Cristóvão, na Zona Norte do Rio. Nos anos 1950, Assis Chateaubriand, o poderoso chefe dos Diários Associados, convida Francisco Olympio para patrocinar, com a marca Leite de Rosas, o concurso de Miss Brasil, quando a televisão estava apenas engatinhando no Brasil.
Em 1961, Henrique Ribas, genro e sucessor de Francisco Olympio, assume o comando da empresa da família, após o falecimento do seu fundador. Grande empreendedor, Henrique adota estratégias que multiplicam o potencial do Leite de Rosas, tornando-o acessível a novos consumidores. Como exemplo, cita-se a troca da tradicional embalagem de vidro, facilmente quebrável e que encarecia o produto, pela embalagem de plástico.
Na década de 1980, calcado nas mudanças estratégicas ocorridas, a empresa investe em novos mercados, mais especificamente no Norte e Nordeste do Brasil, e no Grande Rio. Com uma política de vendas direcionada para as classes de menor poder aquisitivo, torna-se  a marca mais vendida de desodorante nessas regiões. Em 1995 a empresa passa a usar a atual razão social - L.R. Cia. Brasileira de Produtos de Higiene e Toucador.
Em 1999, a empresa ganha o Prêmio Top de Marketing, graças ao seu novo posicionamento na publicidade, que consegue rejuvenescer a imagem do produto. Com a chegada do novo milênio, a empresa dá início à extensão de marca, com o lançamento de um sabonete hidratante, seguido por novas linhas de desodorantes,  cremes hidratantes e novas fragrâncias de seu tradicional produto. O Leite de Rosas era líder de vendas nas regiões Norte e Nordeste e, para consolidar sua presença nesses mercados, a empresa inaugurou, em 2006, uma nova fábrica em Nossa Senhora do Socorro na Região Metropolitana de Aracaju.
Em 2011, depois da trágica passagem de uma gerência profissional, quando a Leite de Rosas quase entrou em concordata, a família retorna  à administração, com projeto de renovar a marca. Junto com o ano de 2012 veio, então, o primeiro lucro em 6 anos.

## Linha do tempo
● 1976 - Lançamento do Talco Barla. O produto é perfumado, contendo Ácido Bórico, Óxido de Zinco, Subnitrato de Bismuto, Subgalato de Bismuto e Silicato de Magnésio, nos tamanhos de 80g e 140g.
● 2002 - Lançamento do sabonete Leite de Rosas. O produto, com fórmula hidratante, tinha perfume floral suave, era branco e vinha acondicionado em caixinha de papel cartão com formato ovalado de 90 gramas.
● 2003 - Lançamento de uma linha de hidratantes (corporal e facial). Todas as fórmulas contêm extrato de rosas brancas, vitamina E e um perfume floral.  Lançamento de desodorantes na forma aerossol, spray e roll-on.
● 2007 - Lançamento de duas novas fragrâncias do tradicional produto: Fresh e Pétalas. A primeira é também voltada ao público masculino. Já a segunda, tem  aroma de rosas, porém mais suave, e é um pouco mais feminina.
● 2008 - Lançamento dos novos desodorantes desenvolvidos com base na mesma fórmula, com a adição do chamado "Complexo Biorregulador da Transpiração", além de extratos de rosas brancas e Citrus nobilis Lour..